# Real Exército do Barém
O Real Exército do Barém é o componente de força terrestre da Força de Defesa do Barém. A força atual do exército do Barém é em torno de 20 mil homens. É chefiado pelo Tenente-General Khalifa bin Abdullah Al Khalifa.

## História
As tropas terrestres do Barém participaram da intervenção liderada pela Arábia Saudita no Iêmen na guerra civil iemenita. Em setembro de 2015, cinco soldados do Barém que guardavam a fronteira entre o Iêmen e a Arábia Saudita foram mortos em circunstâncias não especificadas. Outros três morreram no Iêmen posteriormente.